# Perilla

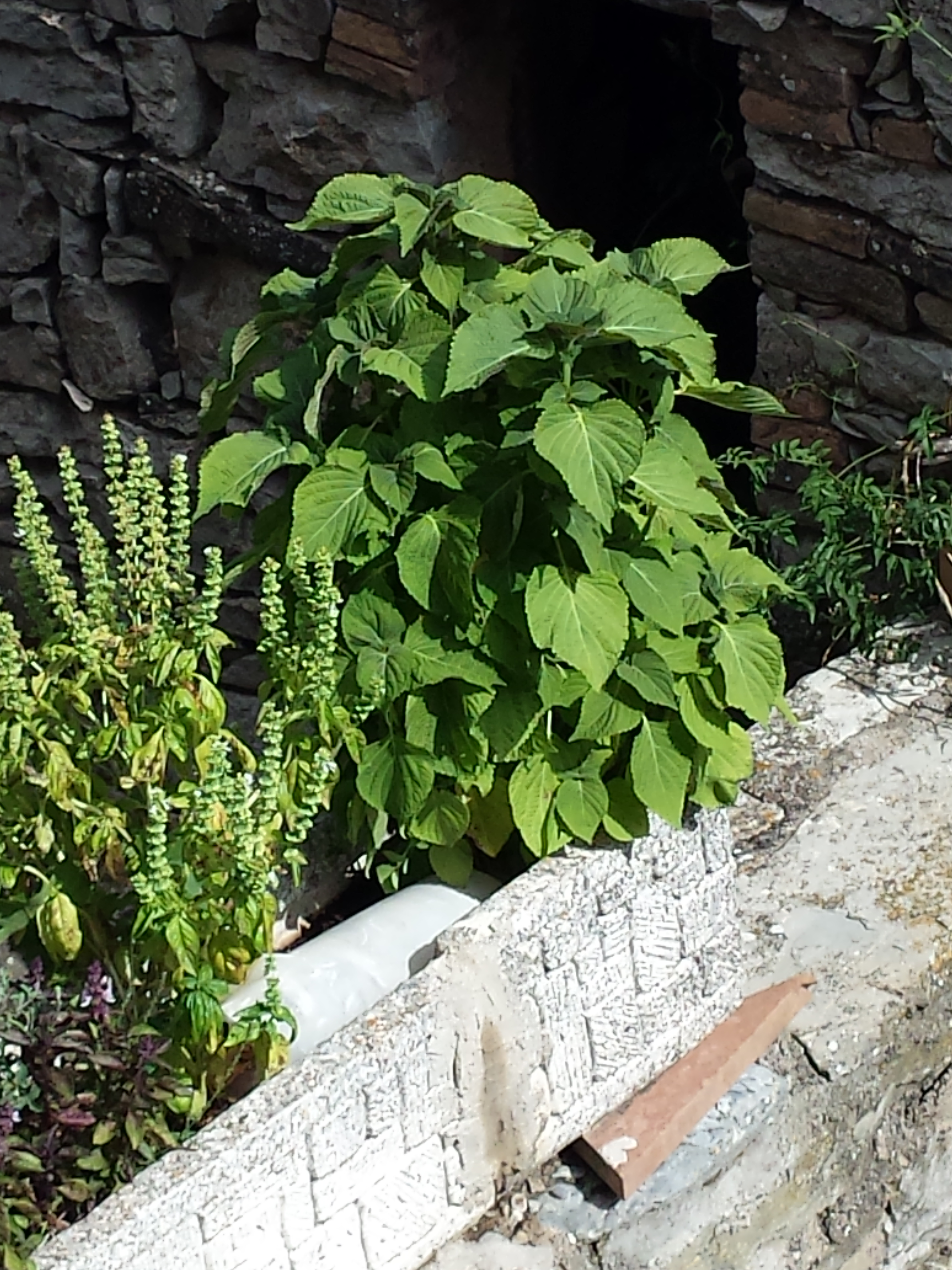
Perilla frutescens (a la dreta) al costat d'una altra labiada, l'alfàbrega (a l'esquerra)

Perilla és un gènere de plantes dins la família lamiàcia que consta d'unes 23 espècies. És originari de les regions subtropicals d'Àsia.

## Algunes espècies
| - Perilla acuta - Perilla albiflora - Perilla arguta - Perilla avium - Perilla cavaleriei - Perilla citriodora - Perilla crispa - Perilla elata | - Perilla frutescens - Perilla fruticosa - Perilla hirtella - Perilla laciniata - Perilla lanceolata - Perilla leptostachya - Perilla macrostachya - Perilla marathrosma | - Perilla nankinensis - Perilla ocimoides - Perilla ocymoides - Perilla polystachya - Perilla setoyensis - Perilla shimadae - Perilla urticaefolia |